# Episodi di Animaniacs (quinta stagione)
La quinta stagione di Animaniacs andò in onda in 9 episodi dall'8 settembre 1997 al 14 novembre 1998 su The WB, nel blocco di programmazione Kids' WB.
| nº | Titolo originale                                                                  | Titolo italiano                                    | Prima TV USA      |
| -- | --------------------------------------------------------------------------------- | -------------------------------------------------- | ----------------- |
| 1  | Message in a Bottle / Back in Style / Bones in the Body                           |                                                    | 8 settembre 1997  |
| 2  | It / Dot - The Macadamia Nut / Bully for Skippy                                   |                                                    | 13 settembre 1997 |
| 3  | Cute First (Ask Questions Later) / Acquaintances / Here Comes Attila / Boo Wonder | Attila / Boo Robin                                 | 11 ottobre 1997   |
| 4  | Hooray for North Hollywood: Part 1                                                | Hurrà per Nord Hollywood: 1ª parte                 | 3 gennaio 1998    |
| 5  | Hooray for North Hollywood: Part 2                                                | Hurrà per Nord Hollywood: 2ª parte                 | 3 gennaio 1998    |
| 6  | The Carpool / The Sunshine Squirrels                                              |                                                    | 21 febbraio 1998  |
| 7  | The Christmas Tree / Punchline: Part I / Prom Night / Punchline: Part II          | L'albero di Natale / La notte del ballo scolastico | 25 aprile 1998    |
| 8  | Magic Time / The Brain's Apprentice                                               | L'apprendista del Prof                             | 9 maggio 1998     |
| 9  | Birds on a Wire / The Scoring Session / The Animaniacs Suite                      |                                                    | 14 novembre 1998  |

## Message in a Bottle / Back in Style / Bones in the Body
- Diretto da: Liz Holzman
- Scritto da: Tom Minton e Randy Rogel

### Trama
- "Message in a Bottle": I Warner trovano un messaggio in una bottiglia che galleggia sul mare.
- "Back in Style": Dopo la chiusura di Termite Terrace nel 1962, Plotz presta i Warner ad altri studi di animazione per aiutare la Warner Bros. a rimanere a galla.
- "Bones in the Body": I Warner cantano una canzone su tutte le ossa del corpo, usando Mr. Teschio per dimostrarla.

## It / Dot - The Macadamia Nut / Bully for Skippy
- Diretto da: Jon McClenahan
- Scritto da: Lenord Robinson, Lennie K. Graves, Tom Ruegger, Nick DuBois

### Trama
- "It": Wakko viene inseguito da qualcosa di terrificante dietro la cinepresa (in realtà Dot, che sta giocando a chiapparello con lui).
- "Dot - The Macadamia Nut": Una parodia del video musicale di "Macarena" con una canzone cantata da e su Dot, alias "Macadamia".
- "Bully for Skippy": Cocco è costretto a trattare con il bullo della scuola, Duke, mentre Vera affronta un avvocato contrario alla violenza nei cartoni animati.

## Cute First (Ask Questions Later) / Acquaintances / Here Comes Attila / Boo Wonder
- Diretto da: Liz Holzman, Audu Paden, Charles Visser
- Scritto da: Ralph Soll, Gordon Bressack, Charles M. Howell IV, John P. McCann, Marcus Williams

### Trama
- "Cute First (Ask Questions Later)": Lo specchio magico di Biancaneve le dice che ora la più carina di tutte è Dot, così la principessa decide di regolare i conti con lei.
- "Acquaintances": I Warner arrivano negli Stati Uniti come immigrati e invadono la casa del cast di Friends.
- "Here Comes Attila": I Warner cantano una canzone su Attila.
- "Boo Wonder": Pollo Boo assume il ruolo della spalla del Giustiziere Mascherato (parodia di Batman), in missione per fermare il malvagio Punchline (parodia di Joker).

## Hurrà per Nord Hollywood: 1ª parte
- Titolo originale: Hooray for North Hollywood: Part 1
- Diretto da: Stephen Lewis, Herb Moore, David Pryor, Kirk Tingblad
- Scritto da: Randy Rogel e Tom Ruegger

### Trama
I Warner scrivono una sceneggiatura cinematografica che viene rifiutata dal signor Plotz, quindi decidono di organizzare un gala costellato di star nella speranza di accordarsi con un altro studio.

## Hurrà per Nord Hollywood: 2ª parte
- Titolo originale: Hooray for North Hollywood: Part 2
- Diretto da: Kirk Tingblad
- Scritto da: Randy Rogel e Tom Ruegger

### Trama
Plotz perde il lavoro dopo che il film dei Warner diventa un successo al botteghino, ma i tre fratelli si rendono conto che gli manca il fatto che lui li sgridi e decidono di riportarlo allo studio.

## The Carpool / The Sunshine Squirrels
- Diretto da: Russell Calabrese e Stephen Lewis
- Scritto da: Nick DuBois, Randy Rogel, Kevin Hopps

### Trama
- "The Carpool": I Warner si uniscono a un car pooling in cui fanno impazzire gli altri passeggeri.
- "The Sunshine Squirrels": Vera e la sua vecchia partner Suzi Squirrel si riuniscono per eseguire un vecchio sketch in uno show televisivo.

## The Christmas Tree / Punchline: Part I / Prom Night / Punchline: Part II
- Diretto da: Mike Milo e Charles Visser
- Scritto da: Nick DuBois, Kevin Hopps, Randy Rogel, Tom Ruegger, Nicholas Hollander

### Trama
- "The Christmas Tree": Dopo che l'albero di Vera viene abbattuto e portato a New York per usarlo come albero di Natale al Rockefeller Center, la scoiattola fa impazzire tutti cercando di riaddormentarsi.
- "Punchline: Part I": In una parodia di Nightline, Pollo Boo e molti altri personaggi affrontano l'eterna domanda: "Perché il pollo ha attraversato la strada?"
- "Prom Night": Katie la Bomba è stata invitata al ballo di fine anno, ma si arrabbia mentre discute con i suoi genitori sul suo coprifuoco e su cosa comprare.
- "Punchline: Part II": Viene affrontata un'altra eterna domanda: "Cosa è venuto prima: la gallina o l'uovo?"

## Magic Time / The Brain's Apprentice
- Diretto da: Audu Paden, Jon McClenahan, Barry Caldwell, Greg Reyna, Ron Fleischer
- Scritto da: John P. McCann e Randy Rogel

### Trama
- "Magic Time": I Warner provocano il caos quando i famosi maghi Schnitzel e Floyd (parodie di Siegfried & Roy) li invitano sul palco come volontari nel loro numero.
- "The Brain's Apprentice": Una parodia de L'apprendista stregone da Fantasia in cui Mignolo gioca con la nuova macchina crea-robot del Prof arrivando a un pelo dalla conquista del mondo.

## Birds on a Wire / The Scoring Session / The Animaniacs Suite
- Diretto da: Mike Milo
- Scritto da: Nick DuBois, Kevin Hopps, Randy Rogel, Tom Ruegger

### Trama
- "Birds on a Wire": I Picciotti guardano e commentano l'alba.
- "The Scoring Session": In sostituzione di Richard Stone che ha il giorno libero, Neivel Nosenest viene fatto impazzire completamente dai Warner durante la registrazione della colonna sonora di un cartone animato.
- "The Animaniacs Suite": Un clip show dei "primi 99 episodi" di Animaniacs impostato su un arrangiamento orchestrale dei vari temi musicali della serie.